# Croce russa

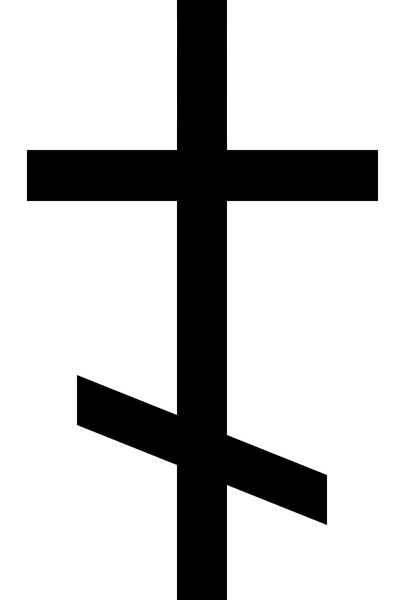
Croce russa

La croce ortodossa russa è una croce con due traverse, di cui quella superiore è orizzontale e più lunga, mentre quella inferiore è inclinata in diagonale.

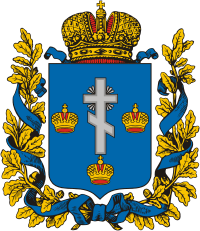
Sullo stemma del governatorato di Cherson dell'Impero russo (XIX secolo)

Al sinodo di Mosca del 1654, il patriarca di Mosca Nikon ottenne una risoluzione per sostituire la croce ortodossa a otto terminali con la croce russa a sei estremità, che in combinazione con altre decisioni provocò un raskol (scisma) nella Chiesa ortodossa russa. Nel XIX secolo la croce russa fu usata nello stemma del governatorato di Cherson (impero russo). 
Nella Chiesa ortodossa russa l'inclinazione della traversa inferiore della croce è interpretata allegoricamente come un'allusione al pentimento del buon ladrone, crocifisso accanto a Gesù Cristo, (l'estremità che punta verso l'alto) e alla perdizione dell'altro brigante, che bestemmiava lo stesso Cristo (l'estremità inclinata verso il basso).